# Pedro Cebrián y Agustín
Pour les articles homonymes, voir Cebrián et Agustín.
Cebrián y Agustín est un nom espagnol. Le premier nom de famille, en général paternel, est Cebrián ; le second, en général maternel, souvent omis, est Agustín.
Pedro Cebrián y Agustín, Comte de Fuenclara (espagnol: Don Pedro Cebrián y Agustín, conde de Fuenclara) (30 avril 1687, Luceni, Espagne—22 août 1752, Madrid) est un diplomate espagnol puis Vice-roi de Nouvelle-Espagne du 3 novembre 1742 au 8 juillet 1746.

## Diplomate et courtisan
Il est tout d'abord ambassadeur extraordinaire auprès des cours de Vienne, Dresde et Naples, puis majordome et écuyer de l'Infant Felipe. Il est fait membre des ordres de San Genero et de la Toison d'or.

## Vice-roi
Le 31 janvier 1742, Le Roi Philippe V d'Espagne, personnellement, nomme Cebrián y Agustín vice-roi de Nouvelle-Espagne. Il arrive à Veracruz le 5 octobre 1742 et fait son entrée solennelle à Mexico le 3 novembre 1742 et y prend ses fonctions. Il remplace Pedro Malo de Villavicencio, président de l'Audiencia, qui assure l'intérim depuis la mort du précédent Vice-roi, Pedro de Castro y Figueroa.
En tant que Vice-roi, il fait réparer l'aqueduc de Chapultepec à Salta del Agua et paver nombre de rues de Mexico, réparer et agrandir la Calzada de San Antonio Abad (chaussée de San Antonio Abad). Il établit l'estancos (monopole gouvernemental) sur la poudre à canon, les mines de sel, la glace et les juego de gallos (combat de coq). Il interdit les jeux de cartes et de dés.
Selon les instructions d'Espagne, Cebrián y Agustín collecte des informations ethniques, historiques et statistiques concernant la colonie. Il commande au géographe José Antonio Villaseñor y Sánchez une estimation officielle de la population de Nouvelle-Espagne qui sera transmise à la Cour. L'estimation est achevée en avril 1744 et dénombre 3 865 000 habitants. Les autres résultats sont contenus dans l'ouvrage de Villaseñor: Theatro Americano, descripción general de los reinos y provincias de la Nueva España (2 vols., 1646-48). Ce document est aujourd'hui une source de données importante, pour les historiens, concernant l'époque coloniale.
Le 2 juin 1743, après enquête, il fait arrêter le chevalier italien Lorenzo Boturini Bernaducci (1702-53). Boturini avait sollicité des dons pour coiffer Notre-Dame de Guadalupe d'une couronne en or et produit des documents de la papauté sans autorisation royale. Lors de son arrestation, divers documents de valeur, codex et écrits concernant les cultures antiques que Boturini avait collectionnés, lui sont confisqués et ne lui seront jamais rendus. En 1744, Boturini est envoyé en Espagne où il fait la preuve de ses bonnes intentions et est libéré. Le Roi le nommera historien des Indes. Il recevra même la permission de retourner en Nouvelle-Espagne. À Madrid il écrira l'histoire de l'ancien Mexique, qui restera non publiée jusqu'à sa mort en 1753.
Le 1er juillet 1743, l'amiral britannique George Anson capture le galion de Manille, qui transporte le trésor de Chine, le Nuestra Señora de Covadonga qui faisait route de Manille vers la Nouvelle-Espagne. Les marchandises et les 1 318 843 pesos de lingots d'argent qu'il transportait, sont saisis. Anson vend sa prise pour £ 400 000 en Chine. Le vice-roi est accusé de perfidie dans cette affaire, mais il n'y a aucune suite.
En 1744, une émeute éclate à Puebla à cause d'une affaire religieuse mineure. Le Vice-roi, afin de rendre plus solennelle sa visite à l'évêque, ordonne que l'on sonne les cloches. La population interprète ceci comme le signe de la canonisation d'un précédent évêque, Juan de Palafox y Mendoza, pour laquelle la population a fait campagne. Lorsque la foule se rend compte que ce n'est pas le cas, une émeute éclate. Le Vice-roi envoie alors ses troupes contre les émeutiers, il y a des victimes et il est critiqué pour sa décision.
Il apporte son assistance à l'expédition de José de Escandón qui explore et colonise le Nuevo Santander (Tamaulipas). Elle quitte Mexico le 5 mars 1744.
Souffrant, il demande à être relevé de son mandat et rentre en Espagne en juillet 1746. Il meurt à Madrid le 6 août 1752.